# 포데모스 (스페인)
포데모스(스페인어: Podemos →우린 할 수 있다)는 2014년 1월 16일에 창당된 스페인의 민주사회주의, 좌익 대중주의 정당이다.
2014년 당시 스페인의 긴축 재정에 반대하는 2011-2015년 스페인 시위(15-M 운동)의 흐름 속에 정치 과학자인 파블로 이글레시아스 투리온에 의해 창당되었다. 이 정당은 대중주의 성향으로, 불평등, 실업, 경제 불안과 유럽 부채 위기 등의 문제에 있어서 긴축정책의 재협상을 요구하고 리스본 조약을 축소할 것을 촉구하였다. 긴축재정, 신자유주의, 세계화에 반대하고 외교적으로 불간섭주의 성향을 가지며, 군주제 폐지와 지방 자치권 확대 등 개혁도 주장하고 있다.
2014년 5월 25일에 열린 2014년 유럽 의회 선거에서 7.98%, 1,200,000표의 득표를 받아 총 54석 중 포데모스 5석이 유럽 의회에 진출하였고, 2015년 스페인 총선에서는 69석을 획득하며 스페인 사회노동당에 이어 제3당으로 급부상했다. 2016년 좌파연합 등과 함께 정당연합인 연합 포데모스를 형성하였고 2018년 이제는 인민에 참여하였다. 2019년 11월 스페인 총선거에서는 12.9%를 득표하여 35석을 얻었고, 곧 페드로 산체스의 제2차 내각에 참여하며, 스페인 최초의 다당 연정이 구성되었다.

## 같이 보기
- 스페인 사회노동당